# Basavanakatti, Haveri
Basavanakatti là một làng thuộc tehsil Haveri, huyện Haveri, bang Karnataka, Ấn Độ.